# U-95 (1940)
| U-95 | U-95 | U-95 |
| --- | --- | --- |
| | | |
| | | |
| Зображення підводного човна підтипу VIIC                                                                    | | |
| Верф | Friedrich Krupp Germaniawerft, Кіль                                                                                                  | Friedrich Krupp Germaniawerft, Кіль                                                                                                  |
| Під прапором                                                                                                | Третій Рейх | Третій Рейх |
| Спуск на воду                                                                                               | 18 липня 1940 року | 18 липня 1940 року |
| Виведений зі складу флоту                                                                                   | 31 серпня 1940 року | 31 серпня 1940 року |
| Сучасний статус                                                                                             | 28 листопада 1941 року потоплений нідерландським підводним човном O 21 південніше Іспанії                                            | 28 листопада 1941 року потоплений нідерландським підводним човном O 21 південніше Іспанії                                            |
| Бойовий досвід                                                                                              | Друга світова війна Битва за Атлантику                                                                                               | Друга світова війна Битва за Атлантику                                                                                               |
| Проєкт | | |
| Тип ПЧ | середній торпедний ДПЧ | середній торпедний ДПЧ |
| Вартість | 4 714 000 ℛℳ | 4 714 000 ℛℳ |
| Основні характеристики                                                                                      | | |
| Швидкість (надводна)                                                                                        | 17,7 вузла (32,8 км/год) | 17,7 вузла (32,8 км/год) |
| Швидкість (підводна)                                                                                        | 7,6 вузла (14,1 км/год) | 7,6 вузла (14,1 км/год) |
| Робоча глибина занурення                                                                                    | 230 м | 230 м |
| Гранична глибина занурення                                                                                  | 250—295 м | 250—295 м |
| Дальність плавання                                                                                          | 80 миль (150 км) на швидкості 4 вузли (в підводному положенні) 8500 миль (15 700 км) на швидкості 10 вузлів (у надводному положенні) | 80 миль (150 км) на швидкості 4 вузли (в підводному положенні) 8500 миль (15 700 км) на швидкості 10 вузлів (у надводному положенні) |
| Екіпаж | 44—52 особи | 44—52 особи |
| Розміри | | |
| Довжина найбільша (по КВЛ)                                                                                  | 67,1 м | 67,1 м |
| Ширина корпусу найб.                                                                                        | 6,2 м | 6,2 м |
| Висота | 9,6 м | 9,6 м |
| Середня осадка (по КВЛ)                                                                                     | 4,74 м | 4,74 м |
| Водотоннажність надводна                                                                                    | 769 т | 769 т |
| Силова установка                                                                                            | | |
| дизель-електрична; 2 дизельних двигуни MAN M 6 V 40/46, 2 електродвигуни Siemens-Schuckertwerke GU 343/38-8 | | |
| Гвинти | 2 | 2 |
| Потужність                                                                                                  | 2 × 2100—2310 к.с. (дизелі) 2 × 750 к.с. (електродвигуни)                                                                            | 2 × 2100—2310 к.с. (дизелі) 2 × 750 к.с. (електродвигуни)                                                                            |
| Озброєння                                                                                                   | | |
| Артилерія                                                                                                   | 1 × 88-мм палубна гармата SK C/35 | 1 × 88-мм палубна гармата SK C/35 |
| Торпедно- мінне озброєння                                                                                   | 4 носових і один кормовий ТА 14 торпед та 26 мін TMA                                                                                 | 4 носових і один кормовий ТА 14 торпед та 26 мін TMA                                                                                 |
| ППО | 1 × 37-мм зенітна гармата Flak M42 2 × 20-мм зенітні гармати FlaK 30                                                                 | 1 × 37-мм зенітна гармата Flak M42 2 × 20-мм зенітні гармати FlaK 30                                                                 |

U-95 — німецький середній підводний човен типу VIIC, що входив до складу Військово-морських сил Третього Рейху за часів Другої світової війни. Закладений 16 вересня 1939 року на верфі компанії Friedrich Krupp Germaniawerft у Кілі. 18 липня 1940 року спущений на воду. 31 серпня 1940 року корабель увійшов до складу 7-ї навчальної флотилії ПЧ ВМС нацистської Німеччини. Єдиним командиром був капітан-лейтенант Герд Шрайбер.

## Історія служби
U-95 належав до німецьких підводних човнів типу VIIC, однієї з модифікацій найчисленнішого типу субмарин Третього Рейху, яких випущено 703 одиниці. Службу розпочав у складі 7-ї навчальної флотилії ПЧ, з 1 листопада 1940 року перейшов до бойового складу цієї флотилії. З листопада 1940 і до листопада 1941 року підводний човен здійснив 7 бойових походів в Атлантичний океан та в Середземне море, під час яких потопив 8 суден противника сумарною водотоннажністю 28 415 брутто-реєстрових тонн і пошкодив чотири судна (27 916 GRT).
28 листопада 1941 року під час сьомого бойового походу U-95 безпечно подолав Гібралтарську протоку та увійшов у Середземне море, але південно-західніше Альмерії був виявлений нідерландським підводним човном O 21, головним човном свого типу, та потоплений торпедою у швидкоплинній сутичці. Загинуло 35 членів екіпажу, лише 12 чоловіків вціліло.

## Перелік уражених U-95 суден у бойових походах
| №                                                                | Дата              | Назва       | Тип                | Належність      | Водотоннажність (брт) | Вантаж                                         | Конвой        | Результат та координати                                                 | Наслідки атаки для екіпажу     | Прим.                                                                        |
| ---------------------------------------------------------------- | ----------------- | ----------- | ------------------ | --------------- | --------------------- | ---------------------------------------------- | ------------- | ----------------------------------------------------------------------- | ------------------------------ | ---------------------------------------------------------------------------- |
| Перший похід (20.11—06.12.1940, 17 діб; Кіль—Лор'ян)             |                   |             |                    |                 |                       |                                                |               |                                                                         |                                |                                                                              |
| 1                                                                | 27 листопада 1940 | Irene Maria | суховантажне судно | Велика Британія | 1 862                 | баласт                                         | Конвой OB 248 | потоплено 56°45′ пн. ш. 14°12′ зх. д. / 56.750° пн. ш. 14.200° зх. д.   | 26 (усі загинули)              |                                                                              |
| 2                                                                | 28 листопада 1940 | Ringhorn    | суховантажне судно | Норвегія        | 1 298                 | вугілля                                        | Конвой OB 248 | пошкоджено 55°29′ пн. ш. 18°01′ зх. д. / 55.483° пн. ш. 18.017° зх. д.  | ? (? загиблих та ? вцілілих)   |                                                                              |
| 3                                                                | 2 грудня 1940     | Conch       | танкер             | Велика Британія | 8 376                 | 11 214 тонн флотського мазуту                  | Конвой HX 90  | пошкоджений 54°21′ пн. ш. 19°30′ зх. д. / 54.350° пн. ш. 19.500° зх. д. | 53 (усі вцілілі)               |                                                                              |
| Другий похід (16.12.1940—14.01.1941, 30 діб; Лор'ян—Лор'ян)      |                   |             |                    |                 |                       |                                                |               |                                                                         |                                |                                                                              |
| 4                                                                | 26 грудня 1940    | Waiotira    | суховантажне судно | Велика Британія | 12 823                | 7 000 тонн заморожених та генеральних вантажів |               | пошкоджено 58°10′ пн. ш. 16°59′ зх. д. / 58.167° пн. ш. 16.983° зх. д.  | ? (? загиблих та ? вцілілих)   | 27 грудня затоплений торпедною атакою U-38                                   |
| Третій похід (16.02—19.03.1941, 32 доби; Лор'ян—Сен-Назер)       |                   |             |                    |                 |                       |                                                |               |                                                                         |                                |                                                                              |
| 5                                                                | 24 лютого 1941    | Svein Jarl  | суховантажне судно | Норвегія        | 1 908                 | баласт                                         | Конвой OB 288 | потоплено 59°30′ пн. ш. 21°00′ зх. д. / 59.500° пн. ш. 21.000° зх. д.   | 22 (усі загинули)              |                                                                              |
| 6                                                                | 24 лютого 1941    | Cape Nelson | суховантажне судно | Велика Британія | 3 807                 | баласт                                         | Конвой OB 288 | потоплено 59°30′ пн. ш. 21°00′ зх. д. / 59.500° пн. ш. 21.000° зх. д.   | 38 (4 загинули та 34 вижили)   |                                                                              |
| 7                                                                | 24 лютого 1941    | Temple Moat | суховантажне судно | Велика Британія | 4 427                 | 6130 тонн вугілля                              | Конвой OB 288 | потоплено 59°27′ пн. ш. 20°20′ зх. д. / 59.450° пн. ш. 20.333° зх. д.   | 42 (усі загинули)              |                                                                              |
| 8                                                                | 2 березня 1941    | Pacific     | суховантажне судно | Велика Британія | 6 034                 | 9000 тонн брухту                               | Конвой HX 109 | потоплено 59°21′ пн. ш. 13°36′ зх. д. / 59.350° пн. ш. 13.600° зх. д.   | 35 (34 загинули та один вижив) |                                                                              |
| 9                                                                | 5 березня 1941    | Murjek      | суховантажне судно | Швеція          | 5 070                 | бавовна                                        |               | потоплено 59°00′ пн. ш. 18°00′ зх. д. / 59.000° пн. ш. 18.000° зх. д.   | 31 (усі загинули)              |                                                                              |
| Четвертий похід (12.04—13.05.1941, 32 доби; Сен-Назер—Сен-Назер) |                   |             |                    |                 |                       |                                                |               |                                                                         |                                |                                                                              |
| 10                                                               | 3 травня 1941     | Taranger    | суховантажне судно | Норвегія        | 4 873                 | баласт                                         |               | потоплено 61°07′ пн. ш. 25°20′ зх. д. / 61.117° пн. ш. 25.333° зх. д.   | 33 (один загинув та 32 вижили) |                                                                              |
| П'ятий похід (30.06—31.07.1941, 32 доби; Сен-Назер—Сен-Назер)    |                   |             |                    |                 |                       |                                                |               |                                                                         |                                |                                                                              |
| 11                                                               | 20 липня 1941     | Palma       | суховантажне судно | Велика Британія | 5 419                 |                                                |               | пошкоджено 50°14′ пн. ш. 17°53′ зх. д. / 50.233° пн. ш. 17.883° зх. д.  | ? (? загинули та ? вижили)     |                                                                              |
| Шостий похід (21.08—20.09.1941, 31 доба; Сен-Назер—Лор'ян)       |                   |             |                    |                 |                       |                                                |               |                                                                         |                                |                                                                              |
| 12                                                               | 6 вересня 1941    | Trinidad    | судно              | Панама          | 434                   | 500 пакунків портвейну та пробка               |               | пошкоджено 46°06′ пн. ш. 17°04′ зх. д. / 46.100° пн. ш. 17.067° зх. д.  | 10 (усі вижили)                | Існує версія, що судно потопив італійський підводний човен «Маджоре Баракка» |